# 塔图姆 (南卡罗来纳州)
塔图姆（英文：Tatum），是美国南卡罗来纳州下属的一座城市。城市类型是“Town”。其面积大约为0.91平方英里（2.35平方公里）。根据2010年美国人口普查，该市有人口75人，人口密度约为每平方 英里82.6人（约合每平方公里31.89人）。